# Vlada Avramov
Vlada Avramov - em sérvio, Влада Аврамов - (Novi Sad, 5 de abril de 1979) é um futebolista sérvio que atualmente joga no Cagliari.